# 桑多库尔
桑多库尔（法語：Sandaucourt，法語發音：[sɑ̃dokuʁ] ⓘ）是法国大東部大區孚日省的一个市镇，属于讷沙托区。

## 地理
桑多库尔（48°15'49"N, 5°50'46"E）面积10.78 平方千米，位于法国大東部大區孚日省，该省份为法国东北部内陆省份，北起默兹省和默尔特-摩泽尔省，西接上马恩省，南至上索恩省和贝尔福地区省，东临上莱茵省和下莱茵省。
与桑多库尔接壤的市镇（或旧市镇、城区）包括：欧赞维利耶、比尔涅维尔、达尔内欧谢讷、韦尔河畔栋布罗、阿涅维尔和龙库尔、隆尚苏沙特努瓦、拉讷沃维尔-苏沙特努瓦、奥兰维尔。

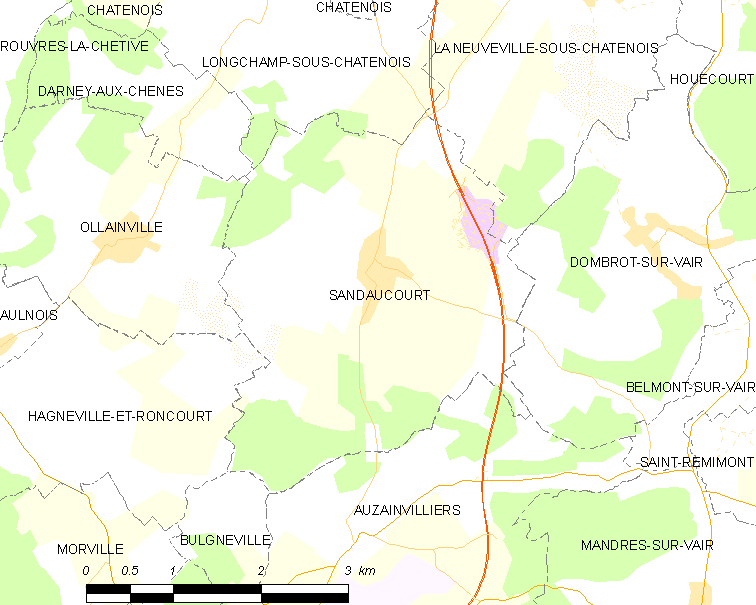
桑多库尔的OSM定位图

桑多库尔的时区为UTC+01:00、UTC+02:00（夏令时）。

## 行政
桑多库尔的邮政编码为88170，INSEE市镇编码为88440。

## 政治
桑多库尔所属的省级选区为米尔库尔县。

## 人口

1962-2008年间桑多库尔人口变化图示

桑多库尔于2022年1月1日时的人口数量为174人。